# Mosonszolnok, Győr-Moson-Sopron
Mosonszolnok  este un sat în districtul Mosonmagyaróvár, județul Győr-Moson-Sopron, Ungaria, având o populație de 1.677 de locuitori (2011). 

## Demografie
Componența etnică a satului Mosonszolnok
     Maghiari (96,36%)
     Germani (1,72%)
     Slovaci (1,02%)
     Necunoscut (0,38%)
     Români (0,51%)
     Alții (0,38%)
Componența confesională a satului Mosonszolnok
     Romano-catolici (64,04%)
     Fără religie (9,3%)
     Reformați (5,78%)
     Luterani (1,37%)
     Necunoscută (18,37%)
     Alte religii (1,61%)
Conform recensământului din 2011, satul Mosonszolnok avea 1.677 de locuitori. Din punct de vedere etnic, majoritatea locuitorilor (96,36%) erau maghiari, existând și minorități de germani (1,72%) și slovaci (1,02%). Apartenența etnică nu este cunoscută în cazul a 0,38% din locuitori.  Din punct de vedere confesional, majoritatea locuitorilor (64,04%) erau romano-catolici, existând și minorități de persoane fără religie (9,3%), reformați (5,78%) și luterani (1,37%). Pentru 18,37% din locuitori nu este cunoscută apartenența confesională.